# Harry Hooper (giocatore di baseball)
Harry Bartholomew Hooper (Bell Station, 24 agosto 1887 – Santa Cruz, 18 dicembre 1974) è stato un giocatore di baseball statunitense che ha giocato nel ruolo di esterno nella Major League Baseball (MLB). È stato introdotto nella National Baseball Hall of Fame nel 1971.

## Carriera
Hooper debuttò nelle major league con i Boston Red Sox nel 1909, Hooper disputando 81 partite con una media battuta di .282. Divenne noto come uno dei migliori esterni destri della lega in difesa e come solido battitore iniziale. Tra il 1910 e il 1915, assieme a Tris Speaker (esterno centro) e Duffy Lewis (esterno sinistra) formò uno dei migliori terzetti di esterni della storia del baseball.
Nel 1910 Hooper disputò 155 partite, battendo con .267 e guidando la lega con 688 apparizioni in battuta, in quella che fu la prima di 11 stagioni consecutive con almeno 564 presenze al piatto. Quell'anno guidò anche tutti gli esterni dell'American League con 30 assistenze. L'anno seguente batté con .311; il trio formato da Hooper, Lewis e Speaker colpì con un complessivo .315.
La media battuta di Hooper scese a .242 nel 1912. Quell'anno, Boston vinse le World Series, durante la quali il giocatore fece una presa definita dal Pittsburgh Press come una delle migliori giocate della storia del baseball."
Il 30 maggio 1913, Hooper divenne primo giocatore a battere un baseball nel primo turno in battuta di entrambe le gare di un doubleheader, un'impresa eguagliata solamente altri ottant'anni dopo da Rickey Henderson e Brady Anderson. Nel 1914, fece registrare 230 putout nel campo destro, la prima di diverse volte in cui terminò nei primi tre delle lega in quella categoria.
Il ottobre 1915, in gara 5 delle World Series 1915, Hooper divenne il secondo giocatore a battere due fuoricampo in una singola gara delle World Series. Duffy contribuì con un terzo home run e i Red Sox vinsero un altro titolo per quattro gare a una. Hooper fu anche il capitano dei Red Sox nel 1919 e divenne noto per avere parlato al manager di Boston Ed Barrow per convertire Babe Ruth da lanciatore a esterno. Chiuse la carriera giocando dal 1921 al 1925 con i Chicago White Sox ed è l'unico giocatore, assieme a Heinie Wagner, ad avere vinto quattro World Series con i Red Sox.

## Palmarès

### Club
- World Series: 4

Boston Red Sox: 1912, 1915, 1916, 1918

### Individuale
- Boston Red Sox Hall of Fame